# Trolle-Ljungby
Trolle-Ljungby is een renaissance kasteel in de gemeente Kristianstad in het Zweedse landschap Skåne en de provincie Skåne län. 

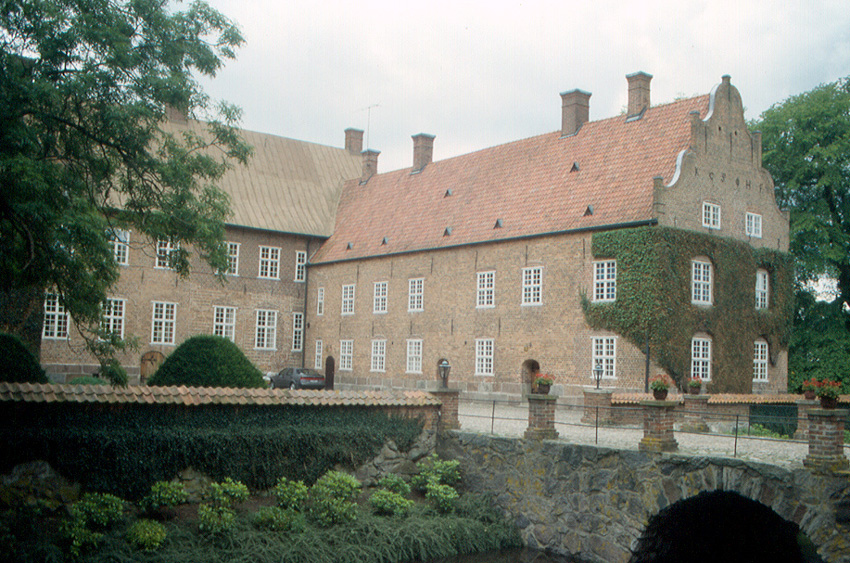
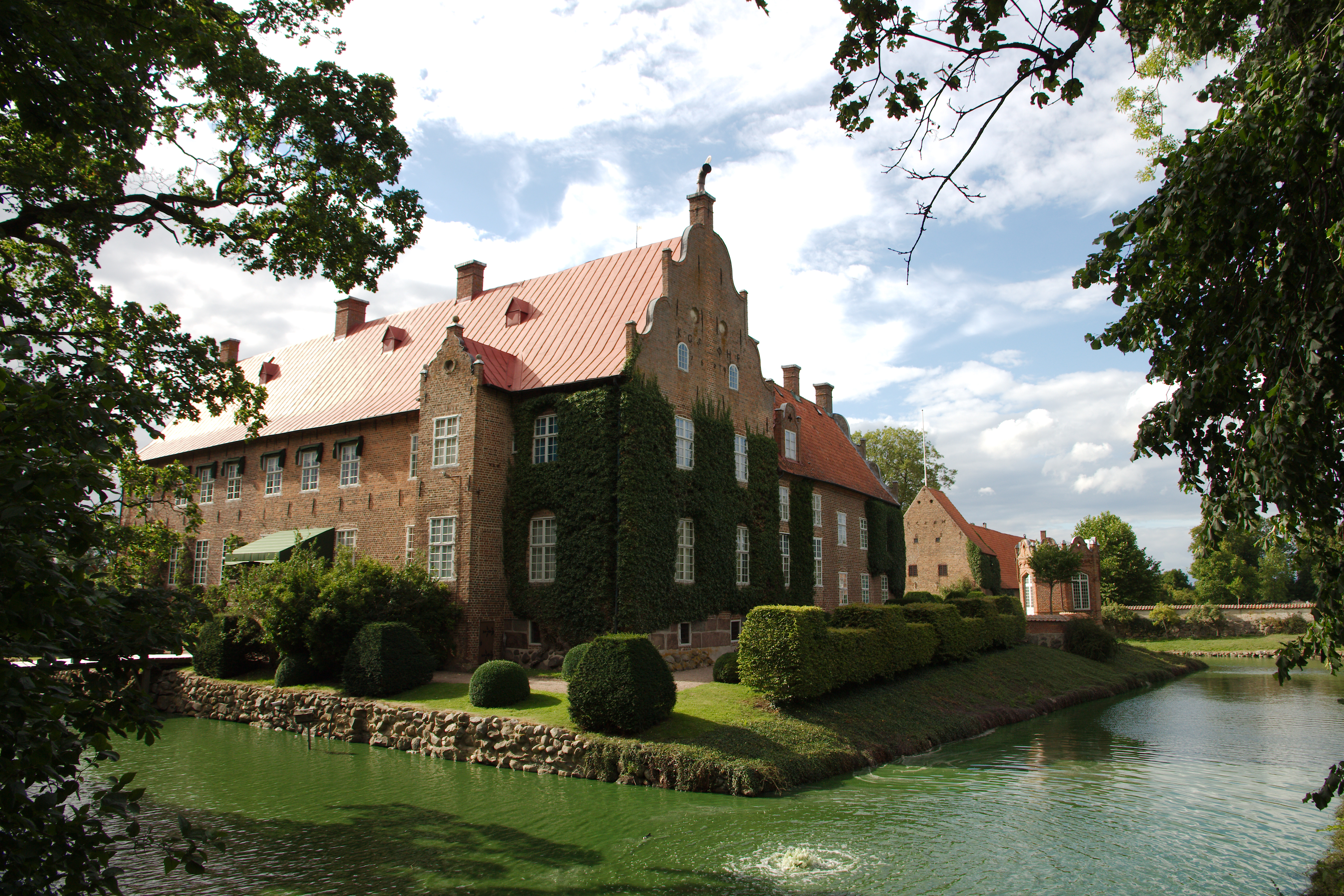